# Архея-Коринтос
Архе́я-Ко́ринтос (греч. Αρχαία Κόρινθος — «Древний Коринф») — деревня в Греции, к юго-западу от Коринфа, у подножья горы Акрокоринф. Административно относится к общине Коринф в периферийной единице Коринфия в периферии Пелопоннес. Население 1939 человек по переписи 2011 года.

## История

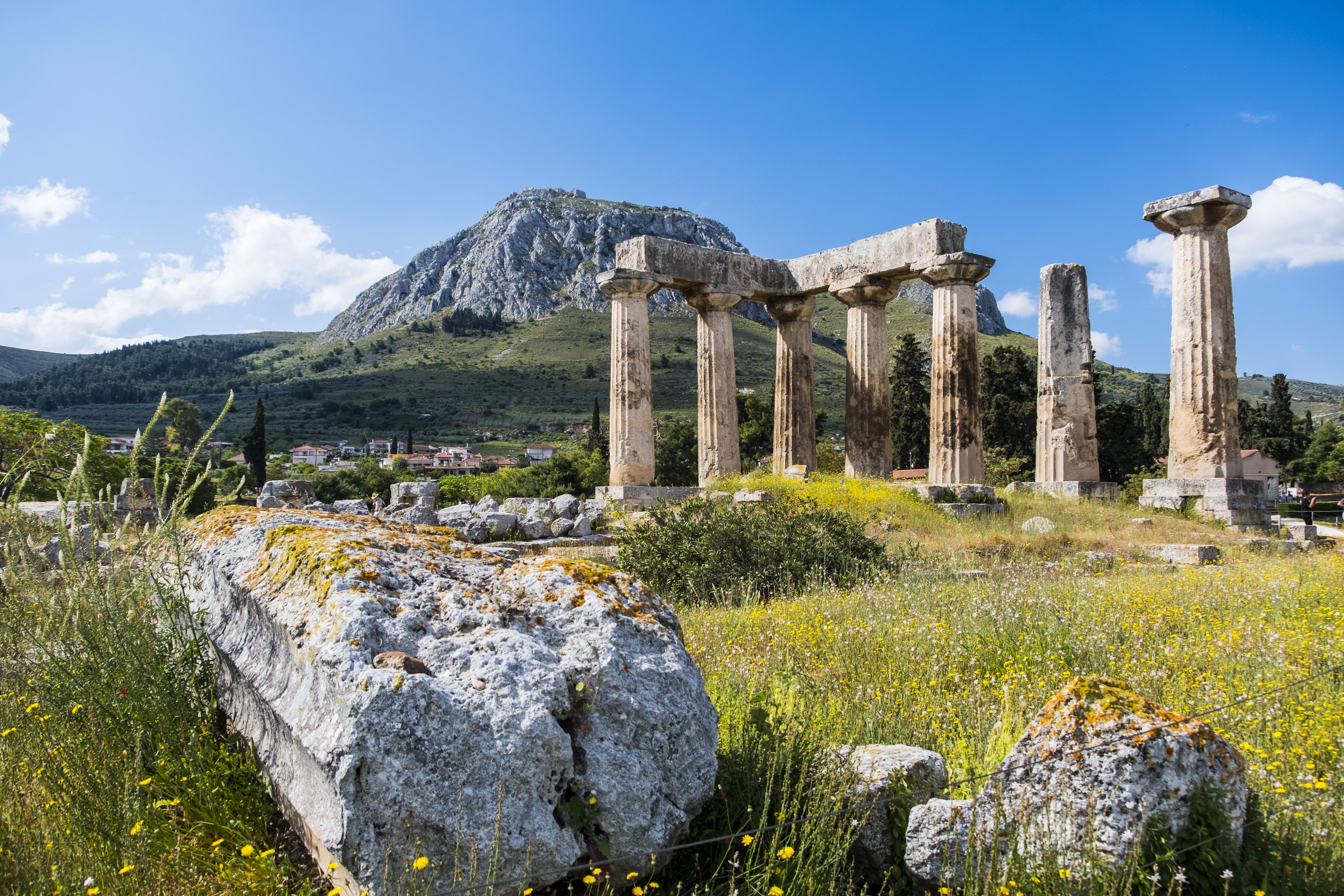
Вид на храм Аполлона и гору Акрокоринф

Деревня расположена близ остатков древнего города-полиса Коринф, давшего ей название. В 1858 году древний Коринф почти полностью разрушен землетрясением. Современный Коринф основан в 1818 году, близ прежней гавани Лехей.
До 11 апреля 1951 года (ΦΕΚ 104Α) названием было Палеа-Коринтос (Παλαιά Κόρινθος), затем оно было изменено на Архея-Коринтос (Αρχαία Κόρινθος).

## Сообщество Архея-Коринтос
Сообщество Палеа-Коринтос (Κοινότητα Παλαιάς Κορίνθου) создано в 1912 году (ΦΕΚ 262Α). В 1951 году (ΦΕΚ 104Α) переименовано в Архея-Коринтос (Κοινότητα Αρχαίας Κορίνθου). В сообщество входит деревня Архео-Лимани (Кораку). Население 2918 человек по переписи 2011 года. Площадь 28,888 км².
| Населённый пункт | Население (2011), человек |
| ---------------- | ------------------------- |
| Архея-Коринтос   | 1939                      |
| Архео-Лимани     | 979                       |

## Население
| Год  | Население, человек |
| ---- | ------------------ |
| 1991 | 2031               |
| 2001 | 1770               |
| 2011 | ↗ 1939             |